# Régie (spectacle)
Pour les articles homonymes, voir Régie.
 (juin 2024).
Si vous disposez d'ouvrages ou d'articles de référence ou si vous connaissez des sites web de qualité traitant du thème abordé ici, merci de compléter l'article en donnant les références utiles à sa vérifiabilité et en les liant à la section « Notes et références ».

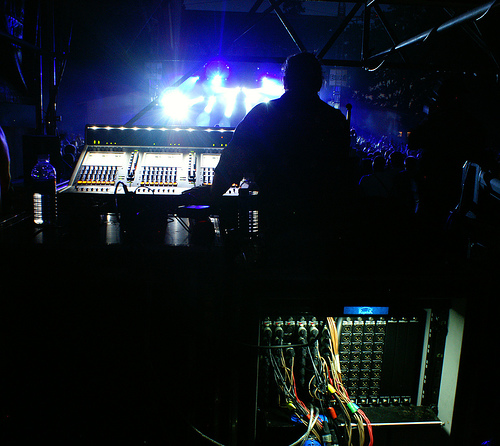
Concert au Festival aux Zarbs, vu depuis la régie-son.

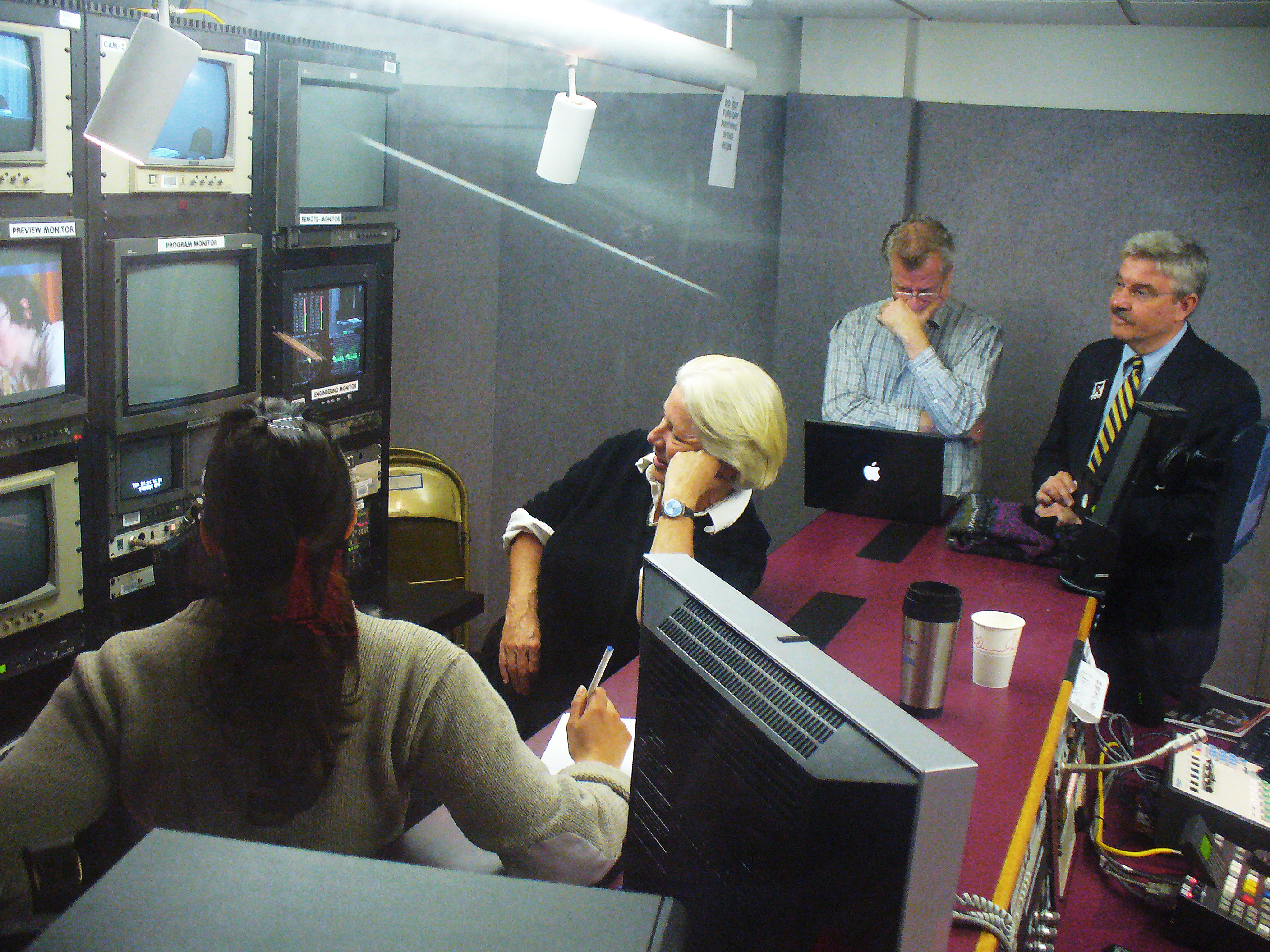
Visionnage en régie de télévision.

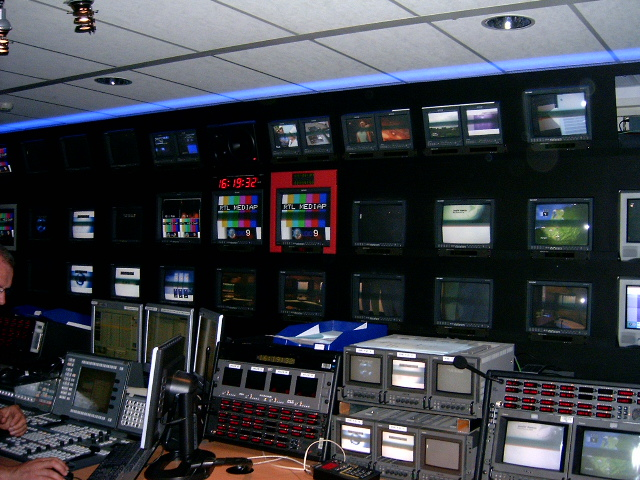
Régie de télévision à RTL-Nederland.

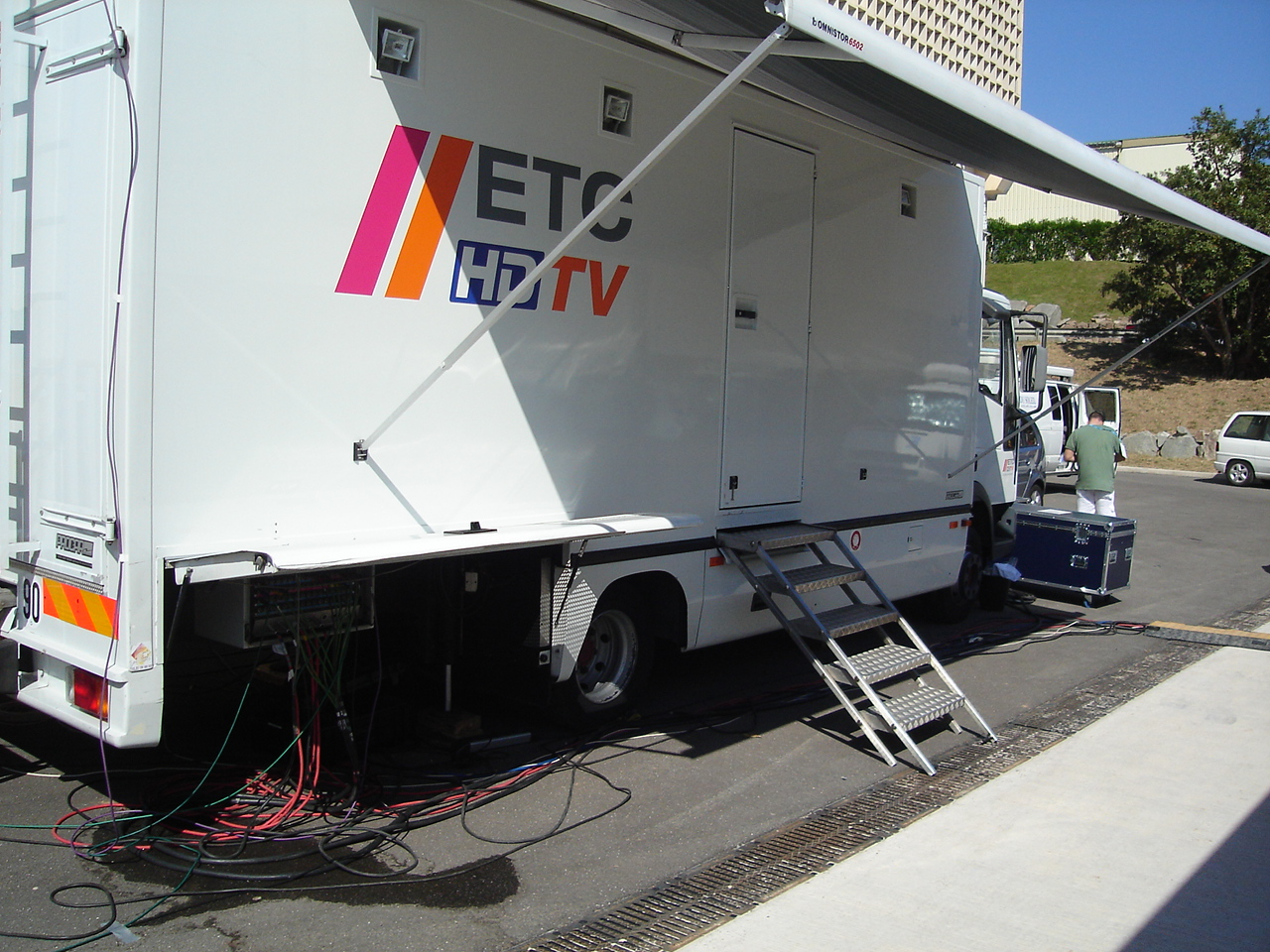
Car-régie.

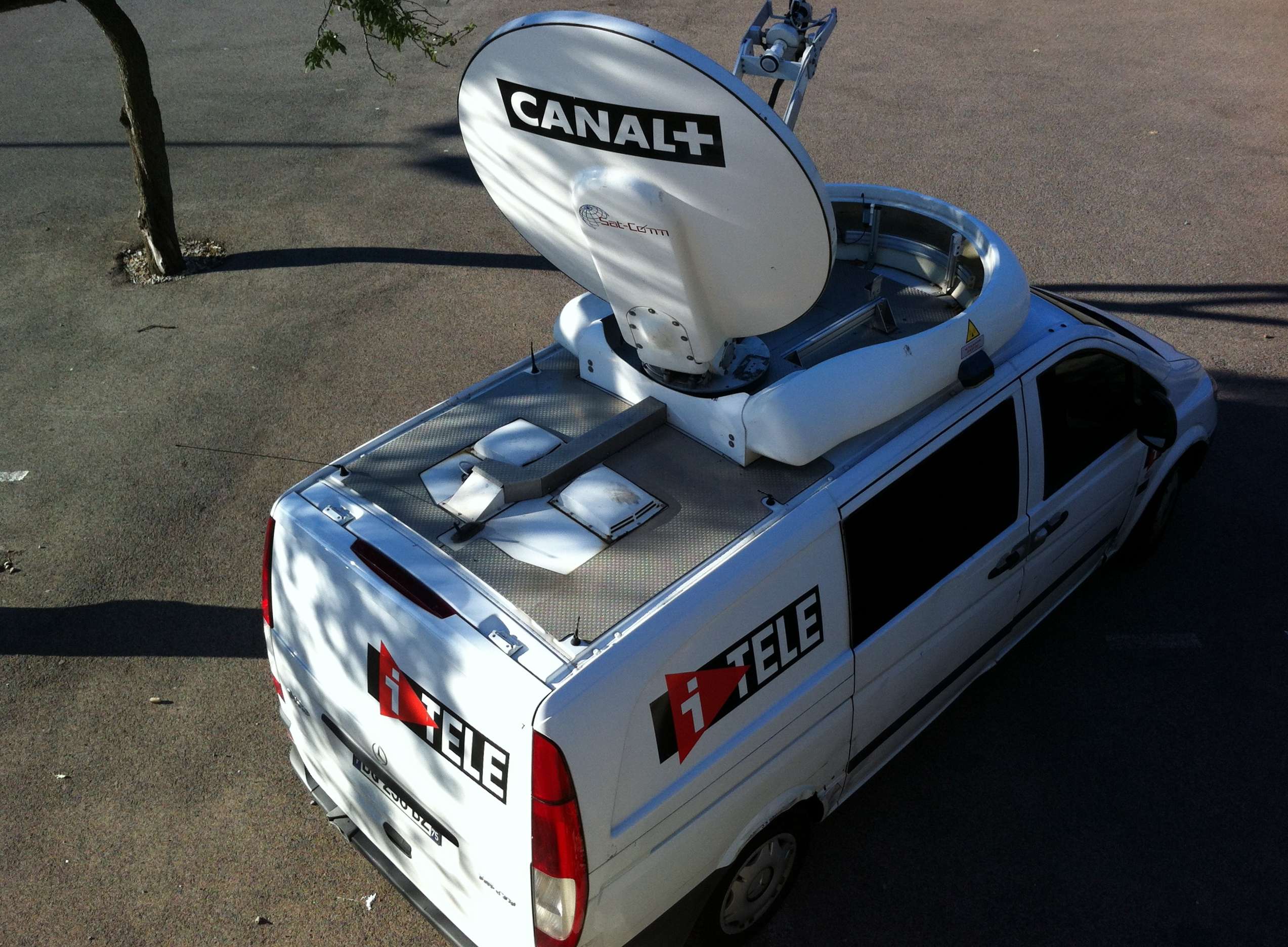
Régie mobile de la chaine d'information I-Télé, équipée d'une parabole d'émission.

Dans le domaine du spectacle, la régie est à la fois un lieu où sont réglés le son et les lumières, et par extension l'équipe de techniciens qui s'occupent de ces aspects techniques.

## Un lieu

### Théâtre et autres spectacles vivants
La régie est l'endroit d'où les régisseurs dirigent (« régissent ») le spectacle.   
Auparavant placée sur le côté de la scène pour la gestion du matériel d'éclairage, la régie est aujourd'hui éclatée en plusieurs locaux selon les techniques gérées ; on[Qui ?] parlera alors de régie-lumière, de régie-son, régie vidéo, régie-retour, régie plateau, etc. La régie lumière est le plus souvent située en fond de salle, au-dessus des spectateurs, face à la scène, pour permettre au régisseur d'être dans le même rapport que les spectateurs vis-à-vis de l'espace scénique tout en contrôlant ce qui s'y passe. La communication s'effectue le plus souvent par casque d’écoute, ou avec des geste (« intercom ») avec les manipulateurs d’éclairage, de son et les différents machinistes.

#### Histoire
Jusqu'au début du XXe siècle, on[style à revoir] distingue mal ce qui relève de la régie de ce qui relève de la mise en scène. Si bien que le terme de régie a parfois été employé pour désigner, non plus un lieu, ou une fonction technique, mais le travail du metteur en scène, comme l'atteste la désignation, par Constantin Stanislavski, de ses notes comme de « cahiers de régie ». Cet usage a pratiquement disparu.

#### Le jeu d'orgue
On[Qui ?] désigne par ce terme, la console lumière, c'est-à-dire le dispositif de restitution des états lumineux.
Autrefois mécaniques et analogiques, l'informatique du XXe siècle a permis de développer des jeux d'orgues à mémoire qui enregistrent les états lumineux et contrôlent leur restitution. Il est aujourd'hui possible de commander les projecteurs depuis un ordinateur portable, grâce à des logiciels spécifiques ce qui permet au régisseur de s'installer dans la salle pour les phases de programmation.

### Télévision

#### Régie de plateau
Dans un studio, la régie est l'équivalent de la régie de théâtre ; proche du plateau, c'est le local où se concentrent et où sont gérés les différents signaux vidéo et son. C'est là, grâce aux différents équipements et commandes qui y sont installés (tels que les serveurs vidéo, stations de montage et de ralenti), que l'émission sera dirigée – par le réalisateur, la scripte, le truquiste, l'ingénieur de la vision, l'opérateur magnétoscope, l'opérateur LSM (gestion des ralentis), l'ingénieur du son, le chef d'édition, etc.

#### Car-régie
La régie est souvent pré-aménagée dans un camion équipé spécifiquement, le car-régie ou l'auto-régie dans certains pays.

#### Régie finale de diffusion
La régie finale d'une chaîne de télévision permet de mettre à l'antenne les signaux TV en provenance :
- d'un direct venant d'un plateau situé dans la station de télévision ou distant en provenance d'un car régie ;
- des programmes enregistrés : émissions, séries, films ;
- des inter-programmes enregistrés : jingles, auto-promotions, publicités...

#### Autres types de régies TV
Par extension, on peut[style à revoir] aussi nommer régie l'ensemble des équipements d'une régie ; ainsi, dans le cas d'un équipement mobile que l'on[Qui ?] transportera en flight-case, on parlera[style à revoir] de régie-flight.

### Radio ou studio d'enregistrement
Même principe qu'en télévision, mais seul le son y est géré.

### Cinéma
On[Qui ?] parle de régie pour désigner tout le travail logistique effectué autour d'un tournage ou d'une production (logement, repas, transports et sanitaires). Bien souvent, les régisseurs doivent s’occuper du « bien-être » des techniciens et des acteurs.
On[Qui ?] appelle table régie, l'endroit du plateau où l'équipe peut se restaurer sommairement lors d'une pause. C'est généralement une simple table où sont mis à disposition, précisément par les régisseurs, du café, du thé, des sodas et jus de fruits, des biscuits, des fruits, etc. On[Qui ?] parle aussi de catering.

## Une équipe
On[Qui ?] appelle régie, l'ensemble de l'équipe des régisseurs. (Exemple : « La mise en place des barrières pour sécuriser le lieu de tournage, c'est à la régie de s'en occuper. »)

## Une avance sur dépenses
On[Qui ?] appelle caisse régie, avance régie, ou plus simplement régie, la somme d'argent que l'on peut[style à revoir] donner à un régisseur en avance des achats et dépenses qu'il aura à effectuer, par exemple lors d'un repérage.